# Квинтилиан
Марк Фа́бий Квинтилиа́н (лат. Marcus Fabius Quintilianus, около 35, Калаорра, Риоха или Калагурр, Тарраконская Испания — около 96, Рим) — римский ритор (учитель красноречия), поэт, адвокат, писатель, автор «Наставлений оратору» (Institutio oratoria) — самого полного учебника ораторского искусства, дошедшего до нас от античности. Эту книгу изучали во всех риторских школах, наряду с сочинениями Цицерона. Квинтилиан стал не только выразителем вкусов высшего римского общества, но и реформатором литературного стиля, исследователем проблем латинского языка.
Лоренцо Валла в своём сочинении «О сравнении Цицерона с Квинтилианом» (не сохранившемся) не побоялся поставить его выше «бога гуманистов» — Цицерона.

## Биография
По поводу происхождения Квинтилиана источники расходятся. Одни утверждают, что он родился в одной из самых знатных семей Испании, а другие — что Квинтилиан из небогатой и незнатной семьи. Одно можно сказать определённо — и отец и дед его были риторами.
В Риме получил образование, готовил себя к карьере судебного оратора. При императорах Веспасиане, Тите и Домициане неоднократно выступал в суде как адвокат, но славу стяжал не практической, а теоретической и преподавательской деятельностью.
Возможно, именно с этого времени в историю вошла его поговорка лат. «Ab ovo Ledae incipere», буквально означающая: «начинать от яйца (или же яиц) Леды», то есть подробно исследовать дело.
Считается первым учителем-профессионалом, основавшим государственную школу: в 70-х годах Веспасиан назначил ему пенсию, выделив для этого средства из императорской казны.
Около 20 лет Квинтилиан обучал ораторскому искусству знатную и богатую римскую молодёжь. Среди его учеников были также Плиний Младший, и, возможно, Ювенал. Квинтилиану было поручено и воспитание наследников императора. Находясь в зените своей славы, исполненный благодарности императорскому дому Квинтилиан искренне восхвалял Домициана, жестокого и кровавого тирана, с которым он был дружен и, по-видимому, разделял в чём-то его взгляды (в частности, одобрял изгнание философов из Рима в начале 90-х годов). Домициан, в свою очередь, поддерживал Квинтилиана деньгами и почестями — предполагают, что Квинтилиан стал в его правление «из ритора консулом», — случай беспрецедентный в Риме. Жизнь познавшего внезапный взлёт на вершину славы и богатства Квинтилиана нельзя, тем не менее, назвать счастливой: его молодая жена и два подававших надежды сына умерли, оставив старика в одиночестве.
Последние годы жизни Квинтилиана были омрачены усилившимся террором Домициана, ссылкой родителей его воспитанников — бывших наследников императора, и вследствие этого отставкой.
Квинтилиан считается первым классиком гуманной педагогики. Его слова: «Отец, когда у тебя родится сын, возложи на него большие надежды, ибо большие надежды рождают большую педагогику».

## Творчество
- Труд «Двенадцать книг риторических наставлений» (Institutionis oratoriae libri duodecim)

## Переводы
Русские переводы:
- Марка Фабия Квинтилиана Двенадцать книг риторических наставлений. / Пер. с лат. [неполный] А. С. Никольского. Ч. 1-2. СПб, 1834. Ч. 1. 486 стр. Ч. 2. 522 стр.
- Квинтилиан Фабий. Правила ораторского искусства. Кн. 10. / Пер. В. А. Алексеева. СПб., 1896. 47 стр.
- «О подготовке оратора» (отрывки). // Идеи эстетического воспитания. Антология в 2 т. Т. 1. Античность, Средние века. / Сост. С. С. Аверинцева. М., 1973.
- [Марк Фабий Квинтилиан]. Пчёлы бедняка («Большие декламации», 13). / Пер. М. С. Касьян. // Discipuli magistro. Сб. ст. М.: РГГУ. 2008. С. 528—542.

Английские переводы:
- Английский перевод «Наставлений оратору» Архивная копия от 18 июня 2020 на Wayback Machine в 5 т. (в серии «The Loeb classical library», под № 124—127, 494)
- Также в «The Loeb classical library» изданы «Декламации» (т. 6-7, № 500—501).

Французский перевод:
- В серии «Collection Budé» «Воспитание оратора» издано Архивная копия от 4 марта 2016 на Wayback Machine в 7 томах.